# Linaria oblongifolia subsp. haenseleri
Linaria oblongifolia subsp. haenseleri é uma subespécie de planta com flor pertencente à família Scrophulariaceae. 
A autoridade científica da subespécie é (Boiss. & Reut.) Vald, tendo sido publicada em Rev. Esp. Eur. Linaria 127 (1970).

## Portugal
Trata-se de uma subespécie presente no território português, nomeadamente em Portugal Continental.
Em termos de naturalidade é endémica da Península Ibérica.

## Protecção
Não se encontra protegida por legislação portuguesa ou da Comunidade Europeia.